# Bandeirinha (beija-flor)
Bandeirinha (nome científico: Discosura longicaudus) é uma espécie de ave da família dos troquilídeos (Trochilidae). É encontrado no Brasil, Venezuela, Guiana, Suriname e Guiana Francesa.